# Wahlkreis Rushcliffe

Der Wahlkreis Rushcliffe mit den Grenzen von 2007

Rushcliffe ist ein Wahlkreis für das britische Unterhaus im Süden der Grafschaft Nottinghamshire. Der Wahlkreis wurde bereits 1885 geschaffen und deckt einen Großteil von West Bridgford, Cotgrave und Radcliffe on Trent ab. Er entsendet einen Abgeordneten ins Parlament.

## Geschichte
Rushcliffe gilt als ein wohlhabender, konservativ geprägter Wahlkreis, der in seiner derzeit bestehenden Form bisher von acht Politikern vertreten wurde. Historisch vertreten wurde der Wahlkreis unter anderem von Ralph Assheton, 1. Baron Clitheroe und Martin Redmayne, Baron Redmayne. Seit den britischen Unterhauswahlen 1970 wurde der Wahlkreis von Kenneth Clarke im Parlament repräsentiert. Clarke war Angehöriger der Conservative Party, er wurde Anfang September 2019 aus der konservativen Parlamentsfraktion ausgeschlossen, nachdem er gegen Boris Johnson gestimmt hatte. Bei der Unterhauswahl 2019 trat Clarke nicht mehr an, der Sitz ging an Ruth Edwards.
Der Wahlkreis wies im April 2013 eine Arbeitslosigkeit von lediglich 1,8 % auf.